# Dražanj
Dražanj (Servisch cyrillisch Дражањ) is een plaats in de Servische gemeente Grocka. De plaats telt 1548 inwoners (2002).